# Horsd’œuvre

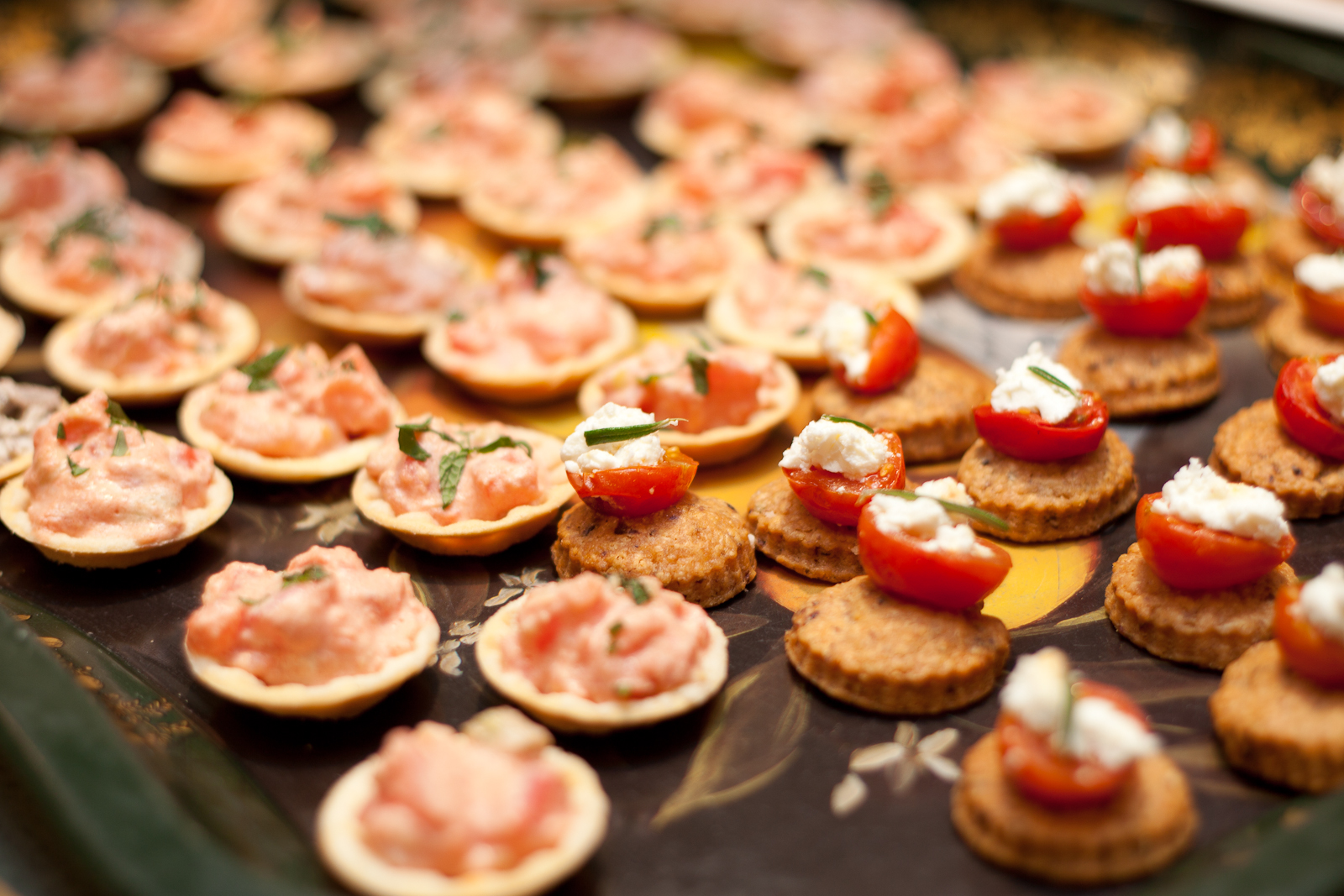
Amuse Gueule als Horsd’œuvre

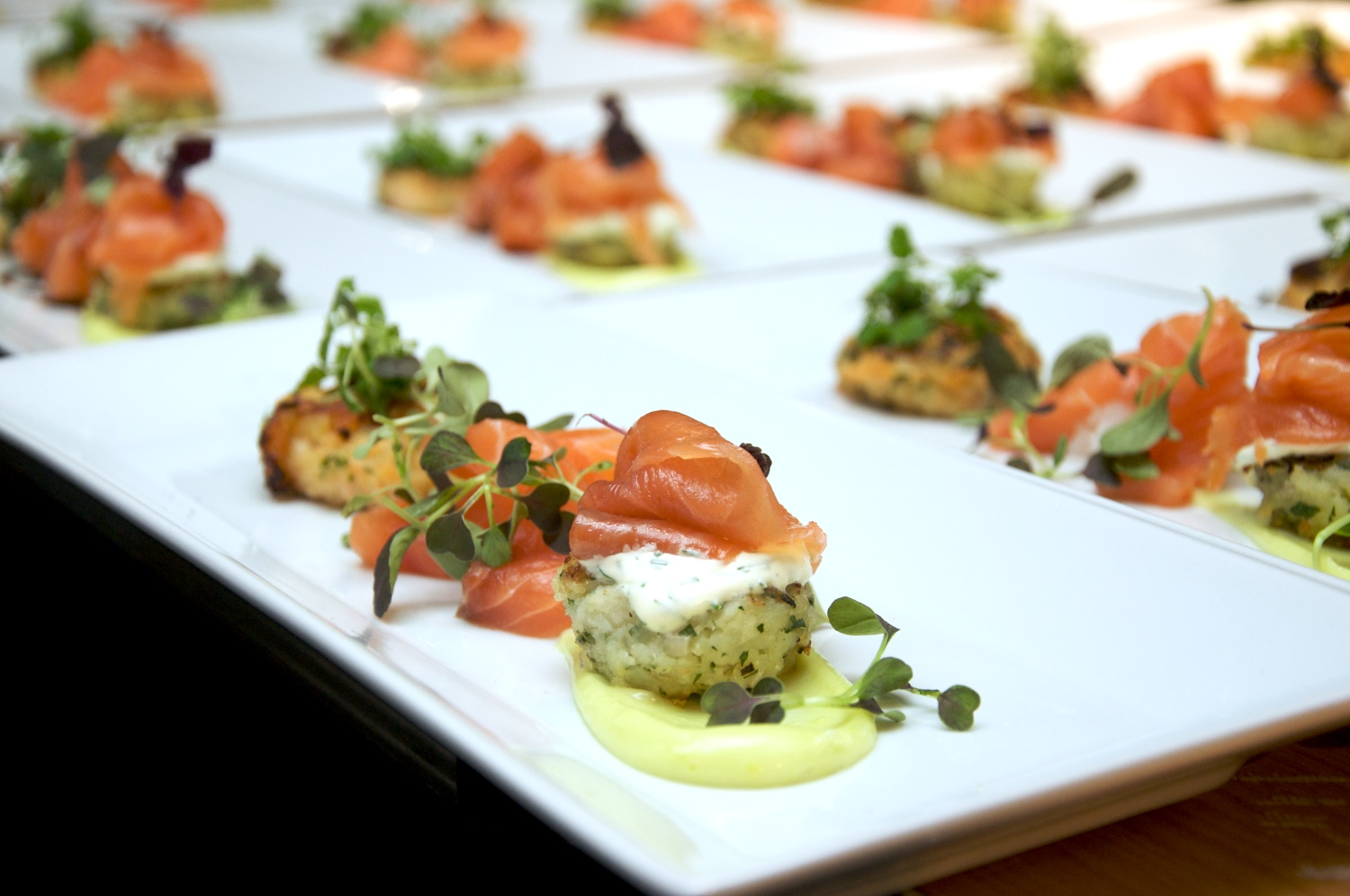
Appetithäppchen als Horsd’œuvre

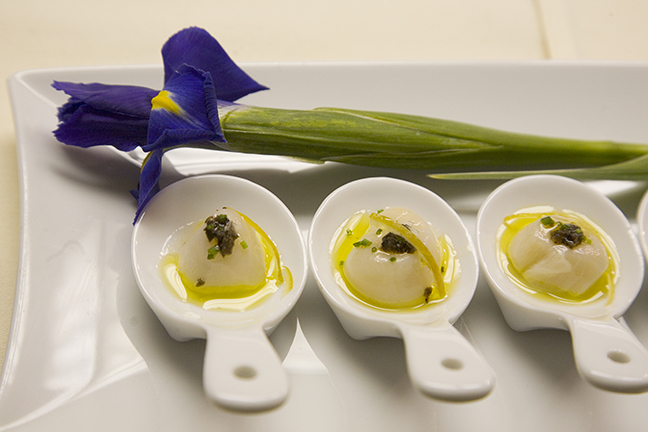
Horsd’œuvre, die im James-Beard-House 2007 serviert wurden

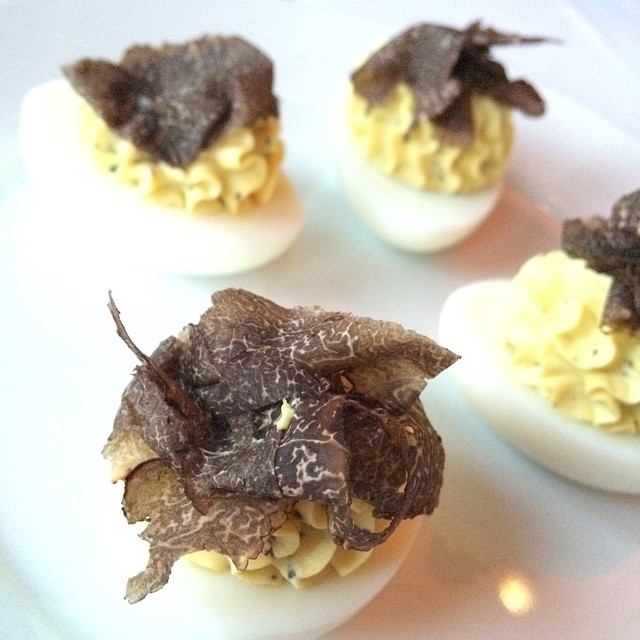
Russische Eier mit Scheiben von schwarzem Trüffel

Horsd’œuvre oder Hors d’œuvre (IPA: [ɔʁˈdøːvʁə], anhörenⓘ, [hɔʁˈdøːvʁə], [oːʁˈdøːvʁə] oder [hoːʁˈdøːvʁə]; franz. [ɔʁˈdœvʁ] , „außerhalb des Werkes“) bezeichnet in der klassischen französischen Küche eine Art Vorspeise. Es sind in der Regel sehr kleine Portionen, die kalt oder warm serviert werden können.
Heutige Praxis ist es, Horsd’œuvre vor dem Beginn einer Mahlzeit zu servieren. Der Zweck ist es, den Appetit anzuregen oder die Wartezeit bis zum Beginn des eigentlichen Essens zu überbrücken. Es kann sowohl am Tisch als auch den stehenden Gästen serviert werden. Meist besteht es aus Canapé, Krustade oder ähnlichem. Grundsätzlich stehen sie außerhalb des eigentlichen Menüs – ihre Zusammensetzung beeinflusst die Struktur des Menüs nicht.
Synonyme für Horsd’œuvre sind: Antipasto, Appetithäppchen, Appetizer, Amuse-Gueule. In der klassischen Küche wird die Bezeichnung aber auch für die Vorspeise per se gebraucht. Horsd’œuvre froid bezeichnet die kalten Vorspeisen, Horsd’œuvre chaud die warmen.

## Küchengeschichte
Die heute in der westlichen Welt übliche Weise, ein Menü in mehreren Gängen hintereinander zu servieren, ist vergleichsweise jung. Sie wurde erst im Verlauf des 19. Jahrhunderts allmählich üblich.  Der russische Fürst Kurakin soll 1830 erstmals in Paris auf diese Weise ein Festbankett serviert haben lassen. Es wird als sogenannter Service à la russe („Bedienung nach russischer Weise“) bezeichnet. Historisch älter ist der Service à la française („Bedienung nach französischer Art“), der sich aus der Esskultur des Mittelalters und der Renaissance entwickelte. Es handelt sich dabei um ein Menü, bei dem bei jedem von zwei oder drei Gängen mehrere sehr unterschiedliche Gerichte gleichzeitig auf dem Tisch stehen.
Auf dem Tisch befanden sich auch bereits Zwischengerichte, die sogenannten Entrées. Darunter verstand man Gerichte wie Ragouts von Kalbsbacken oder Zunge, Gerichte mit Geflügelfleisch oder Kalbsbries und Pasteten. Üblich war es, dass sich auf dem Tisch neben Obsttellern auch bereits eine Süßspeise wie beispielsweise ein Kuchen befand. Zwischen den Gerichten standen Kerzen, Salz, Blumengestecke und Zierelemente. Ergänzt wurde dies um die sogenannten „kleinen Gerichte“, die  Horsd’œuvre, die räumlich etwas von den anderen Speisen abgegrenzt im äußeren Bereich des Tisches standen. Es handelte sich gewöhnlich um kleine Pasteten, eingelegte Fische, Eier, Artischocken, Radieschen und ähnliches. Horsd’œuvre standen damit im buchstäblichen Sinne außerhalb des eigentlichen Mahles und waren traditionell auch die kleinsten Gerichte, die sich auf dem Tisch befanden.
Im Verlauf des 19. Jahrhunderts begann ein allmählicher Wechsel zum Service à la russe und im Rahmen dieses Wandels wanderten die Horsd’œuvre an den Beginn eines Mahles und wurden noch vor der Suppe serviert.

## Einzelbelege
1. ↑  
Eva-Maria Krech, Eberhard Stock, Ursula Hirschfeld, Lutz Christian Anders: Deutsches Aussprachewörterbuch. 1. Auflage. Walter de Gruyter, Berlin, New York 2009, ISBN 978-3-11-018202-6, S. 594.
2. ↑  Visser: The Rituals of Dinner: The Origins, Evolution, Eccentricities, and Menaning of Table Manners. S. 198.
3. ↑  Visser: The Rituals of Dinner: The Origins, Evolution, Eccentricities, and Menaning of Table Manners. S. 202.
4. ↑  Visser: The Rituals of Dinner: The Origins, Evolution, Eccentricities, and Menaning of Table Manners. S. 199.
5. ↑  Jurafsky: The Language of Food: A Linguist Reads the Menu. S. 25.
6. ↑  Jurafsky: The Language of Food: A Linguist Reads the Menu. S. 26.